# مهمانی سالگرد ازدواج
مهمانی سالگرد ازدواج (به انگلیسی: The Anniversary Party) فیلمی محصول سال ۲۰۰۱ و به کارگردانی جنیفر جیسن لی و الن کامینگ است. در این فیلم بازیگرانی همچون جنیفر جیسن لی، الن کامینگ، کوین کلاین، جان سی ریلی، جین آدامز، پارکر پوزی، فوبه کیتس، گوئینت پالترو، دنی اوهر، جان بنجامین هیکی و جنیفر بیلز ایفای نقش کرده‌اند.